# Mezőhegyes
Mezőhegyes (în română Mezoheghieș) este un oraș în districtul Mezőkovácsháza, județul Békés, Ungaria, având o populație de 5.858 de locuitori (2011). 

## Demografie
Componența etnică a orașului Mezőhegyes
     Maghiari (97,83%)
     Necunoscut (0,48%)
     Alții (1,69%)
Componența confesională a orașului Mezőhegyes
     Fără religie (38,6%)
     Romano-catolici (25,64%)
     Reformați (7,85%)
     Atei (2,83%)
     Luterani (1,37%)
     Necunoscută (23,47%)
     Alte religii (1,19%)
Conform recensământului din 2011, orașul Mezőhegyes avea 5.858 de locuitori. Din punct de vedere etnic, majoritatea locuitorilor (97,83%) erau maghiari. Apartenența etnică nu este cunoscută în cazul a 0,48% din locuitori. Nu există o religie majoritară, locuitorii fiind persoane fără religie (38,6%), romano-catolici (25,64%), reformați (7,85%), atei (2,83%) și luterani (1,37%). Pentru 23,47% din locuitori nu este cunoscută apartenența confesională.